# 프시케 (우주선)

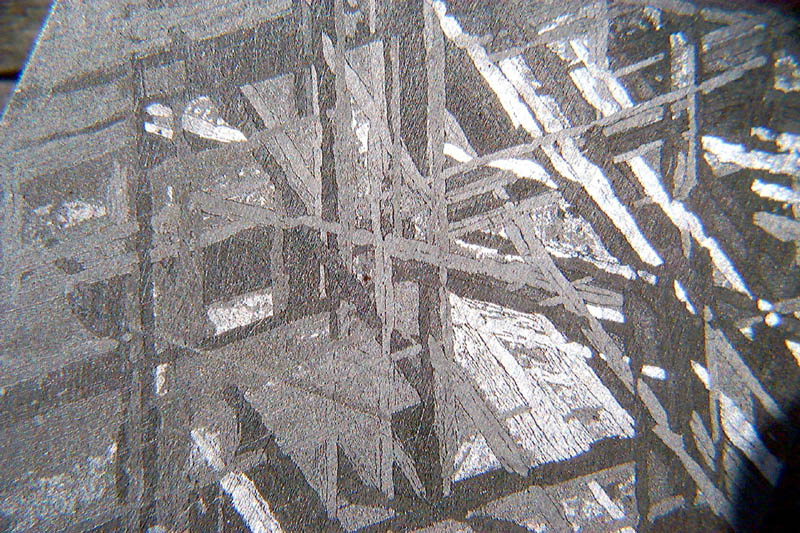
소행성의 비드만스태튼 페턴

프시케(Psyche)는 16 프시케를 탐사할 예정인 탐사선이다. 탐사 목적은 태양계의 형성과 252km의 지름을 가진프시케의 괴이할 정도의 비율의 희귀 광물을 포함한 이유, 프시케의 내부 등을 살피는 것이다. 그 외에도 레이저 통신을 시도하여 레이저 통신 기술을 발전시키겠다는 목표도 있다. 레이저 통신은 팔로마 천문대에서 할 예정이다. 디스커버리 계획의 일환이며, 2026년 또는 2027년 발사된다. Lindy Elkins-Tanton, 아리조나 대학교, NASA와 JPL이 이 계획에 참여자다.
프시케는 M형 소행성으로, 최근에 금, 백금, 텅스텐 등이 많이 발견되었다. 다른 소행성들에 비하여 프시케에서 이러한 희귀 광물 성분들이 더 많이 뱔견되는 이유를 알아내는 것도 전체 임무들 중 하나다. 그리고 프시케는 밀도가 다른 소행성들에 비하여 굉장히 높다. 또 철과 니켈이 표면을 구성하는 주 성분인 경우도 굉장히 드문데, 이는 금속핵이 드러났기 때문이라는 연구결과가 나왔다(이 연구결과가 맞는지도 알려줄 예정). 28개의 제안된 임무 중에서 3개(인사이트, 루시, 프시케)들 중 루시 다음으로 발사할 탐사선으로 정해졌다.

## 역사와 제작 배경
프시케는 2015년 2월 디스커버리 계획에 제안되었다. 2015년 10월 최종적으로 추후 디스커버리 계획의 일환으로 추진될 탐사선 중 1개로 뽑힐 가능성을 두고, 디자인과 각종 장비의 기능들을 설계하기 시작했다. 디자인 예산은 3백만 달러 이내로 하여 만들어졌다.
2017년 1월, 루시와 함께 최종적으로 선발되었다. 2017년 5월, 화성을 스윙바이해서 더 빠르게 프시케로 이동하자는 의견이 나오면서 2022년에 발사되어 2026년 또는 2027년 혜성을 탐사하기로 계획이 변동되었다.

## 장비(페이로드)
여기 상술된 페이로드들은 아직 계획 중에 있어서 추후 바뀌거나 정확한 종류의 페이로드로 바뀔 수 있다.
태양전지판:태양에너지를 이용해 탐사선에 에너지를 공급하는게 목적이다.
카메라:사진을 찍어 지구로 보내는 게 목적으로 어느 종류의 카메라를 쓸 지는 미정이다.
감마선 검출기:주변을 감마선으로 탐사하고 프시케를 감마선으로 탐사하는 게 목적이다.

## 엔진
엔진의 종류는 SPT-140이며, 홀 효과 추력기이다. 태양에너지를 에너지원으로 삼으며, 가동하는데 필요한 전력은 최소 900W, 최대 4.5KW다.

## 발사
발사는 2023년 10월 13일 발사되었다. 2026년 또는 2027년 도착해서 탐사할 것으로 예상된다. 이는 화성의 스윙바이를 사용해 간 값이다. 하지만 이는 추후 바뀔 가능성이 있다. 현재 발사 예정 장소는 케네디 우주센터다.

## 지원&개발&투자
다음은 프시케의 개발에 지원, 개발, 투자한 단체, 기관을 서술해 놓은 문단이다.
- NASA
- JPL
- Lindy Elkins-Tanton
- 아리조나 대학교
- Space Systems/Loral